# Алогоботур
Алогоботур (бугарски: Алогоботур; умро 926) је био бугарски племић и војсковођа у време владавине цара Симеона.

## Биографија
Алогоботура спомиње Константин Порфирогенит у свом делу De administrando imperio (Спису о народима). Након бугарског покоравања Србије, покренута је војска и на Хрватску којом је у то време владао краљ Томислав. Поједини историчари растављају његово име на alp bagatur што би значило: славан јунак. Стога Златарски претпоставља да се ради о некој титули или дужности. Алогоботур и Томислав сукобили су се на територији данашње Босне. У бици на Босанским висоравнима Алогоботур је доживео тежак пораз. У бици је изгубио живот и скоро све војнике. Мир између Хрватске и Бугарске закључен је убрзо након битке уз посредовање легата папе Јована X, Мадалберта.